# Ignition (John Waite)
Ignition è il primo album da solista del cantante britannico John Waite, pubblicato nel 1982 dalla Chrysalis Records.
Il singolo Change è stato inserito nella colonna sonora del film Crazy for You nel 1985.

## Tracce
1. White Heat – 3:22 (John Waite)
2. Change – 3:15 (Holly Knight)
3. Mr. Wonderful – 4:07 (Waite, Ivan Kral)
4. Going to the Top – 4:36 (Waite, Tim Pierce)
5. Desperate Love – 3:55 (Waite, Kral)
6. Temptation – 2:59 (Chas Sandford)
7. Be My Baby Tonight – 3:22 (Waite, Kral)
8. Make It Happen – 3:18 (Waite, Bruce Brody)
9. Still in Love with You – 3:42 (Paul Sabu)
10. Wild Life – 3:23 (Waite, Kral)

## Formazione
Musicisti
- John Waite – voce
- Tim Pierce – chitarra solista
- Ivan Kral – chitarra ritmica, tastiere
- Bruce Brody – tastiere, pianoforte
- Donnie Nossov – basso, cori
- Alan Childs, Frankie LaRocka – batteria, percussioni
- Crispin Cioe, Arno Hecht, "Hollywood Paul" Litteral – corni
- Ilana Morrilo, Patty Smyth, Rahni Kugel – cori

Produzione
- Neil Giraldo – produzione
- Bob Clearmountain, Jeff Hendrickson – ingegneria del suono
- Neil Giraldo, Bob Clearmountain – missaggio
- Bob Ludwig – mastering presso il Masterdisk di New York